# Cúp EFL 2025–26
Cúp EFL 2025–26 là mùa giải thứ 65 của Cúp EFL (được gọi là Carabao Cup vì lý do tài trợ). Giải đấu dành cho tất cả các câu lạc bộ Premier League và English Football League.
Đội vô địch giải đấu sẽ tham dự vòng play-off của UEFA Conference League 2026–27
Newcastle United là đương kim vô địch của giải đấu, sau khi họ đánh bại Liverpool trong trận chung kết của mùa giải trước.

## Thể thức
Tất cả 92 câu lạc bộ tại Premier League và English Football League đều tham dự Cúp EFL. Suất tham dự được phân phối dựa vào 4 giải đấu hàng đầu của Hệ thống giải bóng đá Anh.
Giải đấu sẽ có vòng sơ loại trước vòng 1 do có nhiều đội bóng phải thi đấu ở các giải châu Âu. Vòng đấu sẽ có sự xuất hiện của hai đội mới thăng hạng lên EFL League Two 2025–26 – Barnet và Oldham Athletic và hai đội xếp vị trí thấp nhất ở EFL League Two 2024–25 – Accrington Stanley và Newport County.
|                      | Các CLB tham dự từ vòng này                                                        | Các CLB tham dự từ vòng trước | Số trận          | Ngày chính                              |
| -------------------- | ---------------------------------------------------------------------------------- | ----------------------------- | ---------------- | --------------------------------------- |
| Vòng sơ loại (4 CLB) | - 4 CLB từ EFL League Two (thấp nhất tính từ hạng 24–25 và hai đội mới thăng hạng) | - CXĐ                         | 2                | 4 tháng 8 năm 2025                      |
| Vòng 1 (70 CLB)      | - 24 CLB từ EFL League Two - 24 CLB từ EFL League One - 22 CLB từ EFL Championship | - 2 CLB thắng Vòng sơ loại    | 35               | 11 tháng 8 năm 2025                     |
| Vòng 2 (46 CLB)      | - 11 CLB Premier League (không tham dự cúp Châu Âu)                                | - 35 đội thắng ở vòng 1       | 23               | 25 tháng 8 năm 2025                     |
| Vòng 3 (32 CLB)      | - 9 CLB Premier League (tham dự cúp Châu Âu)                                       | - 23 đội thắng ở vòng 2       | 16               | 15 tháng 9 năm 2025 22 tháng 9 năm 2025 |
| Vòng 4 (16 CLB)      |                                                                                    | - 16 đội thắng ở vòng 3       | 8                | 27 tháng 10 năm 2025                    |
| Tứ kết (8 CLB)       |                                                                                    | - 8 đội thắng ở vòng 4        | 4                | 15 tháng 12 năm 2025                    |
| Bán kết (4 CLB)      |                                                                                    | - 4 đội thắng ở tứ kết        | 4 (hai lượt đấu) | 12 tháng 1 năm 2026 2 tháng 2 năm 2026  |
| Chung kết (2 CLB)    |                                                                                    | - 2 đội thắng ở bán kết       | 1                | 25 tháng 3 năm 2026                     |

## Vòng sơ loại
Có tổng cộng 4 đội bóng thi đấu ở vòng này: 2 đội thăng hạng từ National League (Hạng 5) và hai đội xếp đấy bảng League Two (Hạng 4). Bốc thăm cho vòng sơ loại được chia theo vùng địa lý gồm "phía bắc" và "phía nam", diễn ra vào ngày 26 tháng 6 năm 2025.
| Premier League | EFL Championship | EFL League One | EFL League Two | Tổng    |
| -------------- | ---------------- | -------------- | -------------- | ------- |
| 20 / 20        | 24 / 24          | 24 / 24        | 24 / 24        | 92 / 92 |

1. ↑  Các đội Ngoại Hạng Anh sẽ thi đấu từ vòng 2 và vòng 3.
2. ↑  Các đội Championship sẽ thi đấu từ vòng 1
3. ↑  Các đội League One sẽ thi đấu từ vòng 1.

### Khu vực phía Bắc
| 5 tháng 8 năm 2025 | Accrington Stanley (4)                    | 3–1      | Oldham Athletic (4) | Accrington                                                               |  |
| 19:45 BST          | - Popoola 10' - Mooney 17' - J. Woods 34' | Chi tiết | - Ogle 63'          | Sân vận động: Crown Ground Lượng khán giả: 2,042 Trọng tài: Scott Oldham |  |

### Khu vực phía Nam
| 29 tháng 7 năm 2025                | Barnet (4)                  | 2–2 (2–4 p)                                | Newport County (4)       | Edgware                                                                         |  |
| 19:45 BST                          | Galvin 90+7' · Browne 90+9' | Chi tiết                                   | Antwi 31' · Reindorf 42' | Sân vận động: The Hive Stadium Lượng khán giả: 1,789 Trọng tài: Darren Drysdale |  |
|                                    |                             | Loạt sút luân lưu                          |                          |                                                                                 |  |
| Adeniran · Browne · Hugill · Smith |                             | Garner · Lloyd · Antwi · Kamwa · Ca. Evans |                          |                                                                                 |  |

## Vòng 1
Có tổng cộng 70 câu lạc bộ thi đấu ở vòng 1: 24 từ League Two (Hạng 4), 24 từ League One (Hạng 3) và 22 từ Championship (Hạng 2). Bốc thăm cho vòng 1 được chia theo vùng địa lý gồm "phía bắc" và "phía nam".
| Premier League | EFL Championship | EFL League One | EFL League Two | Tổng    |
| -------------- | ---------------- | -------------- | -------------- | ------- |
| 20 / 20        | 24 / 24          | 24 / 24        | 22 / 24        | 90 / 92 |

1. ↑  Các đội Ngoại Hạng Anh sẽ thi đấu từ vòng 2 và vòng 3.

### Khu vực phía Bắc
| 12 tháng 8 năm 2025 | Barrow (4) | 0–1      | Preston North End (2) | Barrow-in-Furness                                                       |  |
| 19:30 BST           |            | Chi tiết | - Raglan 66' (l.n.)   | Sân vận động: Holker Street Lượng khán giả: 3,108 Trọng tài: Ross Joyce |  |

| 12 tháng 8 năm 2025 | Middlesbrough (2) | 0–4      | Doncaster Rovers (3)                              | Middlesbrough                                                                     |  |
| 19:30 BST           |                   | Chi tiết | - Close 11' - Ajayi 23' - Gotts 84' - Nixon 90+6' | Sân vận động: Riverside Stadium Lượng khán giả: 11,979 Trọng tài: Matthew Corlett |  |

| 12 tháng 8 năm 2025 | Stockport County (3)                   | 3–1      | Crewe Alexandra (4) | Stockport                                                                 |  |
| 19:30 BST           | - Wootton 49' - Lowe 52' - Fiorini 77' | Chi tiết | - Tezgel 86'        | Sân vận động: Edgeley Park Lượng khán giả: 4,945 Trọng tài: Scott Jackson |  |

| 12 tháng 8 năm 2025 | Accrington Stanley (4)      | 2–1      | Peterborough United (3) | Accrington                                                                |  |
| 19:45 BST           | - Henderson 1' - Mooney 25' | Chi tiết | - Collins 79'           | Sân vận động: Crown Ground Lượng khán giả: 847 Trọng tài: Aaron Bannister |  |

| 12 tháng 8 năm 2025 | Blackburn Rovers (2) | 1–2      | Bradford City (3)     | Blackburn                                                                   |  |
| 19:45 BST           | - De Neve 45+4'      | Chi tiết | - Touray 2' - Swan 4' | Sân vận động: Ewood Park Lượng khán giả: 9,855 Trọng tài: Anthony Backhouse |  |

| 12 tháng 8 năm 2025 | Blackpool (3) | 0–1      | Port Vale (3) | Blackpool                                                                   |  |
| 19:45 BST           |               | Chi tiết | - Faal 75'    | Sân vận động: Bloomfield Road Lượng khán giả: 2,606 Trọng tài: Simon Mather |  |

| 12 tháng 8 năm 2025 | Chesterfield (4) | 0–2      | Mansfield Town (3)     | Chesterfield                                                                  |  |
| 19:45 BST           |                  | Chi tiết | - Oates 2' - Evans 59' | Sân vận động: SMH Group Stadium Lượng khán giả: 9,502 Trọng tài: Adam Herczeg |  |

| 12 tháng 8 năm 2025 | Grimsby Town (4)                           | 3–1      | Shrewsbury Town (4) | Cleethorpes                                                                  |  |
| 19:45 BST           | - Amaluzor 15' - Gardner 50' - Kabia 90+2' | Chi tiết | - Sang 63'          | Sân vận động: Blundell Park Lượng khán giả: 3,156 Trọng tài: Seb Stockbridge |  |

| 12 tháng 8 năm 2025 | Harrogate Town (4) | 1–3      | Lincoln City (3)                       | Harrogate                                                                       |  |
| 19:45 BST           | - Taylor 90+5'     | Chi tiết | - Moylan 29' - Draper 60' - Street 68' | Sân vận động: Wetherby Road Lượng khán giả: 2,119 Trọng tài: Zac Kennard-Kettle |  |

| 12 tháng 8 năm 2025                            | Salford City (4) | 0–0 (2–3 p)                     | Rotherham United (3) | Salford                                                                   |  |
| 19:45 BST                                      |                  | Chi tiết                        |                      | Sân vận động: Moor Lane Lượng khán giả: 1,409 Trọng tài: Edward Duckworth |  |
|                                                |                  | Loạt sút luân lưu               |                      |                                                                           |  |
| - Edwards - Garbutt - Woodburn - Grant - N'Mai |                  | - Powell - Holmes - Gore - Hall |                      |                                                                           |  |

| 12 tháng 8 năm 2025                             | Stoke City (2) | 0–0 (4–3 p)                                | Walsall (4) | Stoke-on-Trent                                                           |  |
| 19:45 BST                                       |                | Chi tiết                                   |             | Sân vận động: Bet365 Stadium Lượng khán giả: 8,809 Trọng tài: James Bell |  |
|                                                 |                | Loạt sút luân lưu                          |             |                                                                          |  |
| - Baker - Donely - Mubama - Bae Jun-ho - Bonham |                | - Matt - Stuttle - Flint - Jellis - Adomah |             |                                                                          |  |

| 12 tháng 8 năm 2025 | Tranmere Rovers (4) | Hoãn     | Burton Albion (3) | Birkenhead                 |  |
| 19:45 BST           |                     | Chi tiết |                   | Sân vận động: Prenton Park |  |

| 12 tháng 8 năm 2025                         | West Bromwich Albion (2) | 1–1 (2–3 p)                                  | Derby County (2) | West Bromwich                                                            |  |
| 19:45 BST                                   | - Heggebø 67'            | Chi tiết                                     | - Ward 90+6'     | Sân vận động: The Hawthorns Lượng khán giả: 8,548 Trọng tài: Thomas Kirk |  |
|                                             |                          | Loạt sút luân lưu                            |                  |                                                                          |  |
| - Wallace - Maja - Mowatt - Molumby - Grant |                          | - Goudmijn - Osborn - Jackson - Ward - Adams |                  |                                                                          |  |

| 12 tháng 8 năm 2025 | Wigan Athletic (3)   | 1–0      | Notts County (4) | Wigan                                                                              |  |
| 19:45 BST           | - Mullin 10' (ph.đ.) | Chi tiết |                  | Sân vận động: Brick Community Stadium Lượng khán giả: 2,907 Trọng tài: Ollie Yates |  |

| 12 tháng 8 năm 2025                           | Wrexham (2)                     | 3–3 (5–3 p)                       | Hull City (2)                           | Wrexham                                                                 |  |
| 19:45 BST                                     | - Lee 31' - Palmer 90+1', 90+2' | Chi tiết                          | - McBurnie 36' - Ndala 70' - Crooks 81' | Sân vận động: STōK Cae Ras Lượng khán giả: 10,106 Trọng tài: Josh Smith |  |
|                                               |                                 | Loạt sút luân lưu                 |                                         |                                                                         |  |
| - McClean - Lee - Windass - Palmer - Marriott |                                 | - Palmer - Ndala - Kamara - Giles |                                         |                                                                         |  |

| 13 tháng 8 năm 2025 | Barnsley (3) | v        | Fleetwood Town (4) | Barnsley              |  |
| 19:45 BST           |              | Chi tiết |                    | Sân vận động: Oakwell |  |

| 13 tháng 8 năm 2025 | Bolton Wanderers (3) | v        | Sheffield Wednesday (2) | Bolton                                     |  |
| 19:45 BST           |                      | Chi tiết |                         | Sân vận động: Toughsheet Community Stadium |  |

| 13 tháng 8 năm 2025 | Huddersfield Town (3) | v        | Leicester City (2) | Huddersfield                   |  |
| 19:45 BST           |                       | Chi tiết |                    | Sân vận động: Kirklees Stadium |  |

| 13 tháng 8 năm 2025 | Birmingham City (2) | v        | Sheffield United (2) | Birmingham                |  |
| 20:00 BST           |                     | Chi tiết |                      | Sân vận động: St Andrew's |  |

### Khu vực phía Nam
| 12 tháng 8 năm 2025 | Swansea City (2)                          | 3–1      | Crawley Town (4) | Swansea                                                                        |  |
| 19:00 BST           | - Ronald 4' - Wales 67' - Galbraith 90+4' | Chi tiết | - Tshimanga 75'  | Sân vận động: Swansea.com Stadium Lượng khán giả: 5,095 Trọng tài: Ben Speedie |  |

| 12 tháng 8 năm 2025 | Newport County (4) | 0–1      | Millwall (2)  | Newport                                                                   |  |
| 19:30 BST           |                    | Chi tiết | - Leonard 60' | Sân vận động: Rodney Parade Lượng khán giả: 2,617 Trọng tài: Scott Oldham |  |

| 12 tháng 8 năm 2025 | Bristol City (2)           | 2–0      | Milton Keynes Dons (4) | Bristol                                                                   |  |
| 19:45 BST           | - Knight 6' - Hirakawa 61' | Chi tiết |                        | Sân vận động: Ashton Gate Lượng khán giả: 10,280 Trọng tài: Robert Madley |  |

| 12 tháng 8 năm 2025 | Bristol Rovers (4) | 0–2      | Cambridge United (4)    | Bristol                                                                       |  |
| 19:45 BST           |                    | Chi tiết | - Appéré 29' - Loft 75' | Sân vận động: Memorial Stadium Lượng khán giả: 2,681 Trọng tài: Oliver Mackey |  |

| 12 tháng 8 năm 2025 | Cardiff City (3)              | 2–1      | Swindon Town (4)    | Cardiff                                                                         |  |
| 19:45 BST           | - Ashford 21' - Colwill 45+2' | Chi tiết | - Ehibhatiomhan 55' | Sân vận động: Cardiff City Stadium Lượng khán giả: 7,160 Trọng tài: Elliot Bell |  |

| 12 tháng 8 năm 2025 | Charlton Athletic (2)                  | 3–1      | Stevenage (3)   | Charlton                                                              |  |
| 19:45 BST           | - Leaburn 27' - Fullah 36' - Berry 77' | Chi tiết | - Freestone 86' | Sân vận động: The Valley Lượng khán giả: 4,092 Trọng tài: Craig Hicks |  |

| 12 tháng 8 năm 2025 | Coventry City (2) | 1–0      | Luton Town (3) | Coventry                                                                                      |  |
| 19:45 BST           | - Simms 57'       | Chi tiết |                | Sân vận động: Coventry Building Society Arena Lượng khán giả: 10,595 Trọng tài: Leigh Doughty |  |

| 12 tháng 8 năm 2025                     | Gillingham (4) | 1–1 (2–4 p)                           | AFC Wimbledon (3) | Gillingham                                                                   |  |
| 19:45 BST                               | - Coleman 83'  | Chi tiết                              | - Hackford 32'    | Sân vận động: Priestfield Stadium Lượng khán giả: 2,209 Trọng tài: Neil Hair |  |
|                                         |                | Loạt sút luân lưu                     |                   |                                                                              |  |
| - Clark - Williams - McKenzie - Andrews |                | - Stevens - Kelly - Hippolyte - Smith |                   |                                                                              |  |

| 12 tháng 8 năm 2025 | Leyton Orient (3) | 0–1      | Wycombe Wanderers (3)  | Leyton                                                                 |  |
| 19:45 BST           |                   | Chi tiết | - Simpson 90+4' (l.n.) | Sân vận động: Brisbane Road Lượng khán giả: 3,293 Trọng tài: Tom Nield |  |

| 12 tháng 8 năm 2025 | Northampton Town (3) | 0–1      | Southampton (2) | Northampton                                                                 |  |
| 19:45 BST           |                      | Chi tiết | - Fernandes 48' | Sân vận động: Sixfields Stadium Lượng khán giả: 4,381 Trọng tài: David Rock |  |

| 12 tháng 8 năm 2025 | Oxford United (2) | 1–0      | Colchester United (4) | Oxford                                                                    |  |
| 19:45 BST           | - Goodrham 9'     | Chi tiết |                       | Sân vận động: Kassam Stadium Lượng khán giả: 3,453 Trọng tài: Jacob Miles |  |

| 12 tháng 8 năm 2025 | Plymouth Argyle (3)           | 3–2      | Queens Park Rangers (2)    | Plymouth                                       |  |
| 19:45 BST           | - Wiredu 48' - Oseni 54', 78' | Chi tiết | - Bennie 21' - Kolli 45+2' | Sân vận động: Home Park Lượng khán giả: 10,884 |  |

| 12 tháng 8 năm 2025 | Portsmouth (2)  | 1–2      | Reading (3)                      | Portsmouth                                                                |  |
| 19:45 BST           | - Singerr 90+3' | Chi tiết | - Garcia 34' - Ehibhatiomhan 38' | Sân vận động: Fratton Park Lượng khán giả: 14,525 Trọng tài: Farai Hallam |  |

| 12 tháng 8 năm 2025 | Watford (2) | 1–2      | Norwich City (2)          | Watford                                                                      |  |
| 19:45 BST           | - Baah 68'  | Chi tiết | - Sargent 10' - Núñez 24' | Sân vận động: Vicarage Road Lượng khán giả: 9,243 Trọng tài: Dean Whitestone |  |

| 12 tháng 8 năm 2025                                     | Bromley (4)   | 1–1 (5–4 p)                                                | Ipswich Town (2) | Bromley                                                                   |  |
| 20:00 BST                                               | - Elerewe 45' | Chi tiết                                                   | - Johnson 53'    | Sân vận động: Hayes Lane Lượng khán giả: 3,005 Trọng tài: Matthew Russell |  |
|                                                         |               | Loạt sút luân lưu                                          |                  |                                                                           |  |
| - Cheek - Charles - Arthurs - Odutayo - Pinnock - Ifill |               | - Hirst - Szmodics - Johnson - Young - Chaplin - Al-Hamadi |                  |                                                                           |  |

| 13 tháng 8 năm 2025 | Cheltenham Town (4) | 2–0      | Exeter City (3) | Cheltenham                 |  |
| 19:45 BST           |                     | Chi tiết |                 | Sân vận động: Whaddon Road |  |

## Vòng 2

### Khu vực miền Bắc
| 26–27 tháng 8 năm 2025 | Accrington Stanley (4) | v        | Doncaster Rovers (3) | Accrington                 |  |
| 19:45 BST              |                        | Chi tiết |                      | Sân vận động: Crown Ground |  |

| 26–27 tháng 8 năm 2025 | Barnsley (3) | v        | Rotherham United (3) | Barnsley              |  |
| 19:45 BST              |              | Chi tiết |                      | Sân vận động: Oakwell |  |

| 26–27 tháng 8 năm 2025 | Birmingham City (2) | v        | Port Vale (3) | Birmingham                |  |
| 19:45 BST              |                     | Chi tiết |               | Sân vận động: St Andrew's |  |

| 26–27 tháng 8 năm 2025 | Sheffield Wednesday (2) | v        | Leeds United (1) | Sheffield                          |  |
| 19:45 BST              |                         | Chi tiết |                  | Sân vận động: Hillsborough Stadium |  |

| 26–27 tháng 8 năm 2025 | Burnley (1) | v        | Derby County (2) | Burnley                 |  |
| 19:45 BST              |             | Chi tiết |                  | Sân vận động: Turf Moor |  |

| 26–27 tháng 8 năm 2025 | Everton (1) | v        | Mansfield Town (3) | Liverpool                            |  |
| 19:45 BST              |             | Chi tiết |                    | Sân vận động: Hill Dickinson Stadium |  |

| 26–27 tháng 8 năm 2025 | Grimsby Town (4) | v        | Manchester United (1) | Cleethorpes                 |  |
| 19:45 BST              |                  | Chi tiết |                       | Sân vận động: Blundell Park |  |

| 26–27 tháng 8 năm 2025 | Preston North End (2) | v        | Wrexham (2) | Preston                |  |
| 19:45 BST              |                       | Chi tiết |             | Sân vận động: Deepdale |  |

| 26–27 tháng 8 năm 2025 | Stoke City (2) | v        | Bradford City (3) |  |  |
| 19:45 BST              |                | Chi tiết |                   |  |  |

| 26–27 tháng 8 năm 2025 | Sunderland (1) | v        | Huddersfield Town (3) |  |  |
| 19:45 BST              |                | Chi tiết |                       |  |  |

| 26–27 tháng 8 năm 2025 | Tranmere Rovers (4) hoặc Burton Albion (3) | v        | Lincoln City (3) |  |  |
| 19:45 BST              |                                            | Chi tiết |                  |  |  |

| 26–27 tháng 8 năm 2025 | Wigan Athletic (3) | v        | Stockport County (3) |  |  |
| 19:45 BST              |                    | Chi tiết |                      |  |  |

### Khu vực miền Nam
| 26–27 tháng 8 năm 2025 | Bournemouth (1) | v        | Brentford (1) |  |  |
| 19:45 BST              |                 | Chi tiết |               |  |  |

| 26–27 tháng 8 năm 2025 | Bromley (4) | v        | Wycombe Wanderers (3) |  |  |
| 19:45 BST              |             | Chi tiết |                       |  |  |

| 26–27 tháng 8 năm 2025 | Cambridge United (4) | v        | Charlton Athletic (2) |  |  |
| 19:45 BST              |                      | Chi tiết |                       |  |  |

| 26–27 tháng 8 năm 2025 | Cardiff City (3) | v        | Cheltenham Town (4) |  |  |
| 19:45 BST              |                  | Chi tiết |                     |  |  |

| 26–27 tháng 8 năm 2025 | Fulham (1) | v        | Bristol City (2) |  |  |
| 19:45 BST              |            | Chi tiết |                  |  |  |

| 26–27 tháng 8 năm 2025 | Millwall (2) | v        | Coventry City (2) |  |  |
| 19:45 BST              |              | Chi tiết |                   |  |  |

| 26–27 tháng 8 năm 2025 | Norwich City (2) | v        | Southampton (2) |  |  |
| 19:45 BST              |                  | Chi tiết |                 |  |  |

| 26–27 tháng 8 năm 2025 | Oxford United (2) | v        | Brighton & Hove Albion (1) |  |  |
| 19:45 BST              |                   | Chi tiết |                            |  |  |

| 26–27 tháng 8 năm 2025 | Reading (3) | v        | AFC Wimbledon (3) |  |  |
| 19:45 BST              |             | Chi tiết |                   |  |  |

| 26–27 tháng 8 năm 2025 | Swansea City (2) | v        | Plymouth Argyle (3) |  |  |
| 19:45 BST              |                  | Chi tiết |                     |  |  |

| 26–27 tháng 8 năm 2025 | Wolverhampton Wanderers (1) | v        | West Ham United (1) |  |  |
| 19:45 BST              |                             | Chi tiết |                     |  |  |